# Damon Mayaffre
Damon Mayaffre, né en 1970, est un universitaire français, historien et linguiste, spécialisé dans l'analyse des discours politiques.
Il est l'auteur de plusieurs ouvrages sur les discours politiques français contemporains, analysés avec l'aide de logiciels d'Intelligence artificielle et de statistique textuelle.

## Biographie
Damon Mayaffre est docteur en histoire (1998) et est habilité à diriger des recherches en linguistique en 2010,.
Il est membre permanent de l'unité mixte de recherche (UMR) Bases, Corpus, Langage ; il anime l’équipe Logométrie. Corpus, Traitements, Modèles et enseigne à l'Université Côte d'Azur.
Chargé de recherche au CNRS section 34, Damon Mayaffre est membre permanent de l’UMR 7320, Bases, Corpus, Langage (Nice) ; il est membre de l’équipe Logométrie. Corpus, Traitements, Modèles ; il est membre du comité scientifique des Journées internationales d'Analyse statistique des Données Textuelles (JADT), du comité de lecture  de Mots : Les Langages du politique ; il est responsable de la revue Corpus; il co-dirige la collection Lettres numériques chez Honoré Champion. Il enseigne en histoire et en linguistique à l'Université Côte d'Azur.

## Travaux

### Champs de recherche
Pour comprendre la parole des hommes politiques, autrement dit leur rhétorique politique, Damon Mayaffre pratique et théorise la logométrie comme méthode d’analyse et d’interprétation.
Il traite des corpus de discours numérisés avec des logiciels appropriés pour l'analyse du discours, en particulier Hyperbase conçu par Étienne Brunet et produit par le CNRS et l'université Nice-Sophia-Antipolis,,.
Son travail s'inscrit ainsi dans le domaine des humanités numériques. En effet, Alexandre Gefen rappelle qu’en sciences humaines et sociales comme en sciences dures, les numérisations massives des textes et des données ouvrent des pistes de recherche novatrices. Accompagnés de méthodes critiques, les enjeux épistémologiques sont considérables quand leur puissance heuristique est confrontée à une herméneutique spécifique.
Travaillant sur corpus, c'est-à-dire  à partir d'un recueil composite regroupant une collection de textes assemblés avec une volonté de cohérence, selon Émeline Comby et Yannick Mosset, Damon Mayaffre propose trois caractéristiques du corpus : la contrastivité et la diachronicité auxquelles il ajoute l'homogénéité, permettant d'étudier ainsi des contrastes (spatiaux, temporels, génériques, idéologiques…) à partir d’une base commune,.
Concernant les corpus, Sophie Azzopardi précise qu'il convient de différencier deux types d'approche : celle « de » corpus et celle  « sur » corpus. Les approches « sur » corpus sont utilisées pour confirmer l'intuition du chercheur. Celles « de » corpus, à l'inverse, revendiquent une approche bottom-up, c'est-à-dire une démarche inductive partant du corpus pour aller vers une éventuelle modélisation des régularités émergeant des données authentiques traitées. Elles s'inscrivent en réaction aux méthodologies intuitives ou introspectives des courants linguistiques traditionnels, en d’autres termes l'approche hypothético-déductive est renversée.
En remettant l'exigence méthodologique au cœur de l'analyse du discours, et en combinant l'approche qualitative, le traitement statistique des textes et l'intelligence artificielle, il renoue avec les postulats du laboratoire français d'analyse du discours, de la lexicométrie politique de l'ENS Saint-Cloud, et emboite le pas d’une sémantique de corpus désormais assistée par ordinateur.

### Apports
Son premier ouvrage  Le poids des mots. Le discours de gauche et de droite dans l'entre-deux-guerres, Maurice Thorez, Léon Blum, Pierre-Étienne Flandin et André Tardieu (1928-1939), issu de sa thèse de doctorat, procède à l'analyse lexicométrique assistée par ordinateur de plusieurs centaines de « discours » politiques prononcés ou écrits par les quatre principaux acteurs engagés de cette période : Maurice Thorez et Léon Blum pour la gauche, André Tardieu et Pierre-Étienne Flandin pour la droite. Selon l'historien Jean-Louis Ormières, ce travail permet d’appréhender la situation politique de la décennie qui explique l’effondrement militaire, politique et moral de la France en 1940.  L'analyse des mots permet de conclure que la gauche et la droite se distinguent par l’emploi du « nous » qui caractérise la gauche et du  « on » très employé à droite. L'ouvrage dans sa seconde partie confirme la singularité du discours de Thorez qui enregistre les changements les plus profonds. En conduisant le parti communiste sur le chemin du réformisme, Thorez est amené à abandonner progressivement les termes marxistes. Des mots tels que  « prolétariat » ou « bourgeoisie » cèdent la place à ceux de « peuple » ou de « nation ». De même, l’adversaire est dorénavant « fasciste » plus que « capitaliste » ou « impérialiste ».  Le but de l'approche lexicométrique est de montrer qu’il s’agit moins d’un tournant soudain que d’un glissement progressif. En comparaison, le discours de Léon Blum apparaît relativement stable. À droite, on retrouve également un contraste entre la stabilité relative des discours de Flandin et ceux de Tardieu qui subissent d'importantes mutations. Francine Mazière et Ruth Amossy rejoignent cette analyse ; cette dernière en insistant sur l'idée de la présentation du soi.
Pour le linguiste Jacques Guilhaumou, l'originalité de ce travail réside dans la constitution d'un vaste corpus de 1 570 868 occurrences réparties de manière à peu près équivalente entre les discours de quatre dirigeants politiques. Le choix se voulant quasi exhaustif, il en résulte qu’on ne peut plus parler d'échantillonnage. Ici la taille même du corpus rend possible, dans de nombreux cas, la présence du contexte dans le texte lui-même. Cette question de la réflexivité du corpus, donc de la disponibilité, dans le corpus lui-même, d'une grande partie des ressources nécessaires pour interpréter les discours politiques étudiés marque un bond qualitatif par rapport aux études lexicométriques antérieures.
Dans l'ouvrage Paroles de président, Jacques Chirac (1995-2003) et le discours présidentiel sous la Ve République, Jacques Guilhaumou souligne l'importance de l'apparition de la cohabitation (qui met en présence, au sein d'un gouvernement des personnalités politiques antagonistes) et « l'influence  grandissante de la télévision qui médiatise désormais, seule, le discours présidentiel […] favorisant ainsi la personnification du débat ». Les linguistes Pierre Fiala et Jean-Marc Leblanc indiquent que « l'étude systématique des discours présidentiels montre l'évolution lexico-grammaticale des discours des cinq présidents de la République et permettrait de montrer « en trois temps, que Charles de Gaulle, Georges Pompidou et Valery Giscard d'Estaing appuient leur éloquence sur le logos, François Mitterrand sur le pathos, Jacques Chirac sur l'ethos. Autrement dit, la pensée politique s’efface[rait] au profit de la communication [...] dans laquelle le symbole importe plus que le sens, la personnalité du locuteur plus que les arguments avancés, la fonction phatique  plus que le fond idéologique ». Le journaliste Christophe Barbier et l'informaticien linguiste Jean Véronis recommandent le livre,.
Dans Mesure et démesure du discours, Nicolas Sarkozy 2007-2012, Damon Mayaffre porte un jugement nuancé sur le discours de Nicolas Sarkozy : très proche du populisme (célébration du chef volontaire et célébration du bon sens populaire, dénonciation des élites « bien pensantes » et des corps intermédiaires, exploitation émotionnelle des faits divers) et avec des formulations parfois mimées sur celles de l'extrême droite, Nicolas Sarkozy a néanmoins eu aussi le mérite, selon Damon Mayaffre, de rendre au discours présidentiel un contenu politique et idéologique perdu sous le second septennat Mitterrand et sous l'ère Chirac, avec la réintroduction de thématiques riches et importantes comme les valeurs du travail et du mérite.
Après les élections présidentielles et législatives de 2017, le discours d'Emmanuel Macron, selon la lecture de Damon Mayaffre analysée par Thibaut Rioufreyt « exhibe plus la dynamique que les thématiques, l'action que le programme, le leader que l'idée ».
Abordant l'ouvrage Macron ou le mystère du verbe : Ses discours décryptés par la machine, (publié en 2021 peu de temps avant la présidentielle de 2022), les linguistes Michèle Monte d'une part, Sofiane Haris d'autre part, ainsi que Camille Bouzereau indiquent que l'ouvrage de Damon Mayaffre « s'inscrit [...] dans la continuité d'une analyse logométrique des discours présidentiels [par] Damon Mayffre, mais [qu]'il y ajoute la mobilisation des ressources du deep learning et de l'intelligence artificielle ». « Alors que la logométrie permet de mesurer les discours avec des outils statistiques et de comparer les formes privilégiées par Emmanuel Macron avec celles de ses prédécesseurs à l'Élysée et de ses rivaux lors de la campagne pour l'élection présidentielle française de 2017, l'intelligence artificielle permet, quant à elle, [avec] la machine –préalablement entrainée par la confrontation à un important corpus – de reconnaitre dans le discours qu'on lui donne à analyser des unités (mots, syntagmes, formes grammaticales) typiques de  tel ou tel orateur et d'identifier [ainsi] l'auteur de ce discours, voire d'en produire un nouveau en réutilisant ces formes typiques ». En effet, « l'ouvrage s'achève sur un discours produit par la machine qui pourrait être celui que prononcerait Macron pour annoncer sa candidature à un nouveau mandat présidentiel concentrant toutes les spécificités lexicales et syntaxiques du discours macronien »,,,,. 
Jean-Pierre Chamoux, professeur émérite, rappelle toutefois que « les discours présidentiels sont préparés et rédigés par des « plumes de l’ombre » » et que Damon Mayaffre est bien conscient que « l'histoire politique de la France charrie et impose ses mots, ses formules, ses actes [et que] par-delà sa personnalité, un président est contraint de composer ». 
Les analyses de la parole des présidents français de la  Ve République par Damon Mayaffre, qui comparent le style de de Gaulle ou Pompidou à celui moins éloquent de Giscard, évoquant le narcissisme de François Mitterrand ou la langue de bois de Jacques Chirac ont alimenté, pour certaines, le débat public comme le déclin de la pensée politique au tournant des années 1980, mesurable par la perte statistique du nombre de noms comme « égalité », « nation », « liberté » dans la bouche des politiciens actuels, et l'explosion symétrique des pronoms personnels à la première personne « moi » ou  « je », et des adverbes ; ou encore l'analyse des tics verbaux, parfois manipulatoires, comme le « naturellement » chez Jacques Chirac,,, les pronoms démonstratifs neutres « ça », « ce », « cela » chez Nicolas Sarkozy ou la prédilection d'Emmanuel Macron pour les mots préfixés en re- tels « refondation », « renaissance », « réinventer »,.

## Interventions sur l'encyclopédie Wikipédia
Le 29 juin 2022, un article du Canard enchaîné signé Jérôme Canard révèle que Damon Mayaffre est intervenu à plusieurs reprises, sous le pseudonyme Histors, dans l'article de Wikipédia en français consacré aux deux cents familles. S'opposant à ce que l'existence de celles-ci soit qualifiée de « mythe politique » et « thèse complotiste », l'enseignant les identifie aux deux cents plus gros actionnaires de la Banque de France.
Son compte Histors est bloqué temporairement, puis définitivement par les administrateurs de Wikipédia pour avoir utilisé des « faux-nez » et tenté de divulguer des données personnelles relatives à un autre utilisateur.

## Publications

### Ouvrages
- Le Poids des mots. Le discours de gauche et de droite dans l'entre-deux-guerres. Maurice Thorez, Léon Blum, Pierre-Étienne Flandin et André Tardieu (1928-1939) (thèse de doctorat), Paris, Honoré Champion, 2000, 800 p. (ISBN 2745302671, présentation en ligne).
- Paroles de président. Jacques Chirac (1995-2003) et le discours présidentiel sous la Ve République, Paris, Honoré Champion, 2004, 292 p. (ISBN 2745311344, présentation en ligne).
- Vers une herméneutique matérielle numérique. Corpus textuels, Logométrie et Langage politique (thèse d’habilitation), Université de Nice, 2010, 565 p. (présentation en ligne).
- Nicolas Sarkozy : Mesure et démesure du discours (2007-2012), Paris, Presses de Sciences Po, 2012, 368 p. (ISBN 2724612434, présentation en ligne).
- Le Discours présidentiel sous la Ve République. Chirac, Mitterrand, Giscard, Pompidou, de Gaulle  (édition remaniée de Paroles de président), Paris, Presses de Sciences Po, 2012, 384 p. (ISBN 2724612442).
- Macron ou le mystère du verbe : Ses discours décryptés par la machine, La tour d'Aigues, Les éditions de l'Aube, 2021, 364 p. (ISBN 9782815937467, présentation en ligne).

### Directions d'ouvrage
- avec Laurent Vanni, L'intelligence artificielle des textes : Des algorithmes à l’interprétation, Paris, Honoré Champion, coll. « Lettres numériques », 2021 (OCLC 1257760989).
- avec Stella Iezzi and Michel-Angelo Misuraca, Text Analytics : Advances and Challenges, Berlin, Springer, 2020 (ISBN 978-3030526795)

### Sélection d'articles
- « 'Projet', 'renaissance', 'renouveau'… : référence ou proférence dans le discours d’Emmanuel Macron ? », Mots - les langages du politique, no 132,‎ 2023, p. 149-168 (DOI 10.4000/mots.32221, lire en ligne)
- « Sarkozysme et populisme : Approche logométrique du discours de Nicolas Sarkozy (2007-2012) », Mots - les langages du politiques, no 103,‎ 2013, p. 73-87 (DOI 10.4000/mots.21489, lire en ligne).
- « Philologie et/ou herméneutique numérique : nouveaux concepts pour de nouvelles pratiques ? », XXVIIe Colloque d'Albi Langages et Signification, Presses universitaires de Toulouse,‎ 13 juillet 2006, p. 15 (présentation en ligne).
- « Analyse du discours politique et Logométrie : point de vue pratique et théorique », Langage et Société, no 114,‎ 2005, p. 91 (présentation en ligne).
- « Les corpus réflexifs : entre architextualité et hypertextualité », Corpus, no 1,‎ 2002, p. 51 (présentation en ligne).

## Sources